# Nirah
Nirah era un Déu-serp de la mitologia sumèria. Era considerat el delegat i el missatger de la deïtat Ixtaran a la terra i objecte de culte especialment a la ciutat de Der. Se'l representava en forma de serp, i apareix en alguns objectes recuperats a les excavacions.
El seu nom significa «petita serp» en sumeri. També se l'anomenava «senyor de l'inframón», encara que aquest epítet també s'aplicava a molts altres déus, per exemple a Ninazu, a Ningishzida, a Nergal i la deïtat primordial Enmesharra.
Totes les representacions que es coneixen de Nirah el mostren en forma de serp. Les representacions d'una serp que es troben als kudurru sembla que es refereixen a ell, encara que altres divinitats també adoptaven aquesta forma, com ara Ixtaran, que era també el seu pare, segons algunes inscripcions.
En la narració sumèria que parla del viatge d'Enki a Nippur, Nirah pren la forma de màstil principal de la nau que el porta. No hi ha fonts que indiquin si estava casat o si va tenir fills.